# Hwasong-18
El Hwasong-18 es un nuevo misil balístico intercontinental (ICBM) que fue presentado por Corea del Norte en un desfile militar en febrero de 2023. 

## Descripción
El misil intercontinental Hwasong-18 tiene una masa de 55-60 toneladas, una altura de 25 metros y un diámetro de 2 metros. Puede transportar una ojiva nuclear de 1,25 a 1,5 toneladas y tiene además un alcance máximo de 15 000 km.
También cabe destacar que el misil es propulsado con combustible sólido. Como consecuencia este misil intercontinental es más fácil de mantener y más rápido de lanzar, ya que no se necesita ponerle combustible antes de lanzarlo, cosa que puede incluso durar horas como es en el caso de misiles intercontinentales con propulsión líquida.

## Historia
Este misil intercontinental con combustible sólido fue lanzado por primera vez el 13 de abril de 2023. Fue lanzado a las 7 de la mañana y tiene tres etapas. Kim Jong Un y su familia estuvieron presentes durante el lanzamiento. Más tarde fue lanzado por segunda vez el 12 de julio de 2023. También fue lanzado por tercera vez el 18 de diciembre de 2023.
Se asume, que está en servicio desde que se han hecho estos tres lanzamientos.

### Lanzamientos de prueba
| Intento | Fecha                   | Ubicación         | Pre-Detección de / anuncio lanzador | Resultado | Notas adicionales |
| ------- | ----------------------- | ----------------- | ----------------------------------- | --------- | --- |
| 1       | 13 de abril de 2023     | Cerca de Pionyang | Ninguno                             | Éxito     | Primera prueba del Hwasong-18, con un apogeo de 300 km y un desplazamiento horizontal de 1000 km, con un tiempo de vuelo total de 55 min.. Kim Jong-Un y su familia supervisaron el lanzamiento.                                        |
| 2       | 12 de julio de 2023     | Cerca de Pionyang | Ninguno                             | Éxito     | Segunda prueba del Hwasong-18, con un desplazamiento horizontal de 1001,2 km y un apogeo de 6648,4 km, con un vuelo total de 4491 segundos. Esta prueba fue confirmada por Corea del Sur y Japón. Kim Jong-Un supervisó el lanzamiento. |
| 3       | 18 de diciembre de 2023 |                   |                                     | Éxito     | Tercera prueba del Hwasong-18, con un desplazamiento horizontal de 1002 km y un apogeo de 6518 km, con un vuelo total de 73.5 min. Kim Jong-Un y su hija supervisaron el lanzamiento                                                    |